# Acromyrmex disciger
Acromyrmex disciger es una especie de hormiga cortadora de hoja del género Acromyrmex, tribu Attini, familia Formicidae. Fue descrita científicamente por Mayr en 1887.
Se distribuye por Bolivia, Brasil y Paraguay. Se ha encontrado a elevaciones de hasta 700 metros. Habita en la sabana y en nidos.